# Alexandre Dumas (filho)
Alexandre Dumas, filho, (Paris, 27 de Julho de 1824 - Marly-le-Roi, 27 de Novembro de 1895) é filho de Alexandre Dumas, pai (Dumas Davy de la Pailleterie) e a costureira Marie-Catherine Labay. Foi um escritor francês que seguiu os passos de seu pai tornando-se um conceituado autor de livros e peças de teatro.

## Biografia
Alexandre Dumas (filho) nasceu em Paris, França, filho ilegítimo de Marie-Catherine Labay, uma costureira, e do romancista Alexandre Dumas. Em 1831 seu pai o reconheceu legalmente e assegurou uma boa educação ao jovem Dumas na Instituição Goubaux e no Colégio Bourbon. As leis daquela época permitiram Dumas pai tirar seu filho de sua mãe. A agonia de sua mãe inspirou o filho a escrever sobre personagens trágicos femininos. Em quase todos os seus escritos, ele enfatizou o propósito moral de sua literatura e em sua peça de 1858, "O Filho Natural", ele expôs a teoria de que se alguém traz ilegitimamente um filho ao mundo, então ele tem a obrigação de legitimar seu filho e casar com a mulher.
Adicionalmente ao estigma da ilegitimidade, Dumas filho era também negro; seu avô era descendente de um nobre francês e sua avó uma mulher negra haitiana. Nos internatos, Dumas filho era constantemente hostilizado por seus colegas. Esses acontecimentos influenciaram profundamente seus pensamentos, comportamento e obra.
Em 1844 Dumas filho mudou-se para Saint-Germain-en-Laye para viver com seu pai. Lá, ele conheceu Marie Duplessis, uma jovem cortesã que lhe deu a inspiração para o romance La dame aux camélias (A Dama das Camélias), uma das grandes intérpretes dessa obra no teatro foi Sarah Bernhardt. Esse romance é a base para ópera La Traviata de Giuseppe Verdi.
Em 1864, Alexandre Dumas filho casou-se com Nadeja Naryschkine, com quem ele teve uma filha. Após o falecimento dela ele casou-se com Heriette Régnier.
Durante sua vida, Dumas filho escreveu outros doze romances e diversas peças. Em 1867 ele publicou seu semi-autobiográfico romance, "L'affaire Clemenceau", considerado por muitos como uma de suas melhores obras. Em 1874, ele foi admitido na Académie française e em 1894 ele ganhou a Légion d'Honneur.
Alexandre Dumas, filho, morreu em Marly-le-Roi, Yvelines, em 27 de Novembro de 1895 e foi enterrado no Cimetière de Montmartre, Paris, França.

## Obras / Bibliografia critica selecta

### Principais romances
- Aventures de quatre femmes et d’un perroquet ("Aventuras de quatro mulheres e um papagaio", 1847)
- Césarine ("Cesarina", 1848)
- A Dama das Camélias - no original La Dame aux camélias (1848) (online (Gallica)), incluindo uma versão ilustrada por Albert Besnard
- Le Docteur Servan ("Doutor Servans", 1849)
- Antonine ("Antonina", 1849)
- Le Roman d’une femme (1849)
- Les Quatre Restaurations. Série de romances históricos publicados em folhetins em Gazette de France sob os títulos Tristan le Roux, Henri de Navarre, Les Deux Frondes (1849-1851)
- Tristan le Roux (1850)
- Trois Hommes forts (1850)
- Histoire de la loterie du lingot d'or (1851)
- Diane de Lys (1851)
- Le Régent Mustel (1852)
- Contes et Nouvelles (1853)
- La Dame aux perles (1854)
- L'Affaire Clémenceau, Mémoire de l'accusé (1866), incluindo uma versão ilustrada por Albert Besnard
- L'Homme-femme (1872)

### Principais peças e adaptações teatrais
- Le Bijou de la reine, comédie en vers en un acte (1845)
- Le Verrou de la reine, Paris, Théâtre-Historique, 1848, então théâtre du Gymnase, 1873.
- Atala, scène lyrique, musique de Varney, Paris, Théâtre-Historique, 1848.
- La Dame aux camélias, Paris, Le Vaudeville, 2-2-1852.
- Diane de Lys, Paris, théâtre du Gymnase, 15-11-1853.
- Le Demi-Monde, Paris, théâtre du Gymnase, 20-3-1855.
- La Question d’argent, Paris, théâtre du Gymnase, 31-1-1857.
- Le Fils naturel, Paris, théâtre du Gymnase, 16-1-1858. online (Gallica): visualiseur.bnf.fr
- Un père prodigue, Paris, théâtre du Gymnase, 30-11-1859.
- L’Ami des femmes, Paris, théâtre du Gymnase, 5-3-1864. online (Gallica): visualiseur.bnf.fr
- Les Idées de Mme Aubray, Paris, théâtre du Gymnase, 16-3-1867.
- Une visite de noces, Paris, théâtre du Gymnase, 16-10-1871.
- La Princesse Georges, Paris, théâtre du Gymnase, 2-12-1871.
- La Femme de Claude, Paris, théâtre du Gymnase, 16-1-1873. online: epelorient.free.fr
- Monsieur Alphonse, Paris, théâtre du Gymnase, 26-11-1873.
- L’Étrangère, comédie en quatre actes, Paris, Théâtre-Français, 14-2-1876.
- La Princesse de Bagdad, pièce en trois actes, Paris, Théâtre-Français,-2-1881.
- Denise, pièce en quatre actes, Paris, Théâtre-Français, 19-1-1885.
- Francillon, pièce en trois actes Paris, Théâtre-Français, 17-1-1887.

### Principais colaborações teatrais
- Com George Sand : Le Marquis de Villemer, Paris, théâtre de l'Odéon, 2-1864.
- Com Émile de Girardin : Le Supplice d’une femme, Paris, Théâtre-Français, 29-4-1865.
- Com Armand Durantin : Héloïse Paranquet, Paris, théâtre du Gymnase, 20-1-1866.
- Com H. Lefrançois : Le Filleul de Pompignac, comédie en quatre actes, Paris, théâtre du Gymnase, 1869.
- Com Pierre de Corvin : Les Danicheff, drame en cinq actes, Paris, théâtre de l'Odéon,-2-1876.
- Com Gustave-Eugène Fould: La Comtesse Romani, comédie en trois actes, Paris, théâtre du Gymnase, 11-1876.
- Com Alexandre Dumas : La Jeunesse de Louis XIV, Paris, théâtre de l'Odéon, 1874.
- Com Alexandre Dumas : Joseph Balsamo, drame inédit en cinq actes, Paris, théâtre de l'Odéon, 3-1878.

### Ensaios
- La Question du divorce, ed. Calmann Lévy, 1880, 417 páginas : Réfutation de Famille et Divorce de l'Abbé Vidieu (ed. E. Dentu, 1879)
- Les femmes qui tuent et les femmes qui votent, éditeur Calmann Lévy, 1880, 216 páginas. online (Gallica) : permalien

### Obras reunidas
- Théâtre complet avec préfaces inédites (1868-1879) (6 vol.). Edição aumentada, chamada Comédiens (1882-1886) (6 vol.).
- Entr’actes (1878-1879) (3 vol.) Primeiros escritos.